# Chloropteryx subrubens
Chloropteryx subrubens là một loài bướm đêm trong họ Geometridae.